# ロバート・バーネット・ホール
ロバート・バーネット・ホール（Robert Burnett Hall、1896年7月18日 - 1975年4月4日）は、アメリカ合衆国の地理学者である。 

## 経歴・人物
第二次世界大戦以前に日本の田園地帯における調査のために数回来日しており、終戦後の1950年（昭和25年）に再度来日する。終戦前は来日した調査を元にアメリカ国内において日本文化の研究や、日本における地理学の研究に携わった。
再来日直後に岡山市に所在したミシガン大日本研究センターの日本支店の初代所長や、アジア財団の駐日代表をめた。